# Sorgenfri
 For alternative betydninger, se Sorgenfri (flertydig). (Se også artikler, som begynder med Sorgenfri)
Sorgenfri er en nordlig bydel i Storkøbenhavn, beliggende i Lyngby-Taarbæk Kommune. Kommunen har 58.538 indbyggere  (2024). Bydelen er kendt for Sorgenfri Slot og naturgrønne omgivelser, tæt ved Lyngby Sø, Mølleåen, Norske Skov, etc. Fra bydelen er der ca. 16 kilometer til København Centrum.
Sorgenfri var oprindelig et område bestående af skov, men i løbet af middelalderen blev der ryddet skov og marker, hvor en del frugtplantager anlagdes.[kilde mangler]
Området blev især bebygget efter besættelsen som et af de første forstadsområder nord for selve København. Bebyggelsen karakteriseres især af villaer og rækkehuse. S-togenes standsning ved Sorgenfri Station fra 1936 var i denne forbindelse medvirkende til at der hurtigt blev skabt grundlag for en udbyggelse af området i 1950’erne og 1960’erne.[kilde mangler]
Det naturskønne område har i dag fået en markant kontrast, eftersom der i 1960'erne blev bygget tre højhuse, navngivet 'Sorgenfrivang II', der blev opkaldt efter Sorgenfri Slot. De tre 14-etagers Sorgenfrivang II-højhuse blev opført i perioden 1956–1959.
I den periode blev også Sorgenfri Butiktorv bygget.  Disse højhuse var oprindelig meget attraktive for velstående mennesker. Der eksisterede reception, restaurant, aflevering af vasketøjsordning, tv-stue, etc. Fællesarealerne var eksklusivt møbleret med Erik Jørgensens sofaer, B&O fjernsyn, etc. På byggearealet var der oprindeligt græssende køer på store arealer kaldet Virumgård.[kilde mangler] Virumgård er nu et grønt, familievenligt beboelsesområde med både familie-, studie- og ældreboliger, samt legepladser, græsområder, træbevoksede områder, en sø, nogle fodboldbaner og kolonihaver. Sorgenfrivang II og Virumgård er adskilt af S-togsbanen på strækningen mellem Sorgenfri Station og Virum Station.